# Baijinbao
Baijinbao (chinesisch 白金宝遗址, Pinyin Báijīnbǎo yízhǐ) ist eine archäologische Stätte der Baijinbao-Kultur (白金宝文化,  Báijīnbǎo wénhuà), einer bronzezeitlichen Kultur zur Zeit der Westlichen Zhou-Dynastie in der nordostchinesischen Provinz Heilongjiang. Sie liegt im Dorf Baijinbao (chin. 白金宝屯) der Gemeinde Minyi im Kreis Zhaoyuan am linken Ufer des Nen Jiang in der Songnen-Ebene. Sie wird auf eine Zeit vor ca. 2900 Jahre datiert. Die Stätte wurde 1974 entdeckt. Ihre Keramik gleicht der des Zhongyuan-Gebiets. Die Baijinbao-Stätte steht seit 1996 auf der Liste der Denkmäler der Volksrepublik China (4-23).